# 1978 au Vatican
Chronologie du Vatican
- 1974
- 1975
- 1976
- 1977
- 1978
- 1979
- 1980
- 1981
- 1982

Cette page concerne les évènements survenus en 1978 au Vatican  :

## Évènement
- 6 août : Mort du pape Paul VI
- 25-26 août : Conclave d'août
- 26 août : Élection du pape Jean-Paul Ier
- 28 septembre : Mort de Jean-Paul Ier.
  - Théories du complot sur la mort de Jean-Paul Ier
- 14-16 octobre : Conclave d'octobre
- 16 octobre : Élection du pape Jean-Paul II
- 22 octobre : Messe d'intronisation de Jean-Paul II[1].
- 12 novembre : Prise de possession de la Basilique Saint-Jean-de-Latran[1].
- 24 décembre : Messe de minuit[1].